# جان اینمن
 جان اینمن (انگلیسی: John Inman؛ ۲۸ ژوئن ۱۹۳۵ – ۸ مارس ۲۰۰۷) یک هنرپیشه اهل بریتانیا بود. وی بین سال‌های ۱۹۶۵ تا ۲۰۰۴ میلادی فعالیت می‌کرد.